# Nereis macroaciculata
Nereis macroaciculata är en ringmaskart som beskrevs av Hartmann-Schröder 1986. Nereis macroaciculata ingår i släktet Nereis och familjen Nereididae. Inga underarter finns listade i Catalogue of Life.